# Mikołaj Firlej (mort en 1526)
Mikołaj Firlej de Dąbrowica armoiries Lewart, né en 1460 à et mort en 1526 à Lublin, est un chef des armées, homme d'état et diplomate polonais, voïvode de Lublin (1507) et de Sandomierz (1514), grand hetman de la Couronne (1515), castellan de Cracovie (1520).

## Biographie
Fils de Piotr Firlej de Dąbrowica et de Jadwiga née Osmólska des armoiries Bończa, Mikołaj Firlej participe en 1486 à une mission diplomatique auprès de l'empereur Frédéric III au nom du roi de Pologne Kazimierz IV Jagiellon.
En 1487, il accompagne le prince Jan Olbracht lors d'une expédition contre les Tartars. En 1489, il est envoyé auprès sultan Bayézid II avec lequel il conclut une trêve de deux ans. En 1497, il prend part à l'expédition infructueuse de Jan Olbracht en Bucovine. En 1499, en tant que l'un des grands seigneurs de la Petite Pologne, il signe au nom de la couronne du royaume de Pologne l'acte de l'union de Cracovie et Vilnius avec le grand-duché de Lituanie. 
En 1502, il est de nouveau envoyé en Turquie pour renouveler la trêve pour les cinq ans. A son retour, il est nommé castellan de Lublin. En 1503, il est envoyé en Hongrie afin d'obtenir de l'aide pour reprendre la région de Pocoutie à la Moldavie. Il est signataire de la constitution de Nihil novi à la Diète de Radom en 1505.
En 1507, le nouveau roi Sigismond Ier le nomme voïvode de Lublin. La même année, sur le terrain de l'ancien village de Syrokomla, Firlej entame la construction d'un magnifique château-bastion Janowiec avec l'intention d'éclipser le château royal de Kazimierz de l'autre côté de la Vistule. Les travaux dureront 20 ans et la construction de la résidence de la maison Firlej au sommet de sa puissance sera achevée par son fils Piotr Firlej, le staroste de Lublin, ainsi qu'un diplomate et conseiller du roi Sigismond II Auguste et de sa mère, la reine Bona Sforza.
Pendant la guerre russo-lituanienne de 1507-1508, Mikołaj Firlej réprime le soulèvement de Michał Gliński. En 1508, il passe à l'offensive et bat les Russes à la bataille d'Orsha.
Le 16 octobre 1514, il est nommé voïvode de Sandomierz et en 1515 grand hetman de la Couronne. La même année, il accompagne le roi Sigismond Ier, roi de Pologne et grand-duc de Lituanie à Vienne où celui-ci rencontre l'empreur du Saint-Empire romain germanique Maximilien Ier et son frère, Władysław II Jagiellończyk, roi de Bohême et de Hongrie.
Dans les années 1516-1519, puis de 1519 -1521, il combat de nouveau les Tartars. Mais sans beaucoup de succès. Le 2 août 1519 son armée subit une défaite à Sokal.
Dans les années 1523 et 1524, il est à la tête de l'armée polonaise qui combat les chevaliers Teutoniques. Il démontre son art militaire en capturant des châteaux et des villes fortifiées. Sur le terrain, il bat lui-même le grand-maitre de l'ordre Teutonique Albrecht Hohenzollern à la bataille de Pasłęk le 18 janvier 1520 et menace Königsberg. 
En 1525, il participe à des accords avec le dernier grand-maitre de l'ordre Teutonique Albrecht Hohenzollern. Il est l'un des signataires du traité de Cracovie, qui met un terme à la guerre et autorise la sécularisation de l'État monastique sous la tutelle polonaise. Le traité est scellé par l'hommage du grand-maître rendu au roi de Pologne le 10 avril 1525 à Cracovie.
Il fonde la ville de Czemierniki où il fait construire un palais renaissance.
Il est inhumé dans la basilique Saint-Stanislas de Lublin à Lublin.

## Mariage et descendance
Mikołaj Firlej épouse Anna Mielecka, armoiries Gryf, qui lui donne deux enfants : Katarzyna et Piotr.

## Sources
- Notice dans un dictionnaire ou une encyclopédie généraliste :   - Internetowa encyklopedia PWN
- Notices d'autorité :   - VIAF
  - GND
  - Pologne